# Jonathan Thomas
Jonathan Thomas (Pembroke, 27 dicembre 1982) è un ex rugbista a 15 e allenatore di rugby a 15 britannico, internazionale per il Galles, che giocava come flanker. Ritiratosi dai campi da gioco nel 2015, ha intrapreso la carriera di tecnico. Attualmente è allenatore degli avanti del Bristol Rugby.